# Polar Express (romanzo)
Polar Express (The Polar Express) è un romanzo per ragazzi del 1985 scritto ed illustrato da Chris Van Allsburg. Nel 1986 il romanzo ha vinto la medaglia Caldecott come miglior libro illustrato per ragazzi.
Nel 2004 è stato adattato in un film d'animazione omonimo, diretto da Robert Zemeckis, che ha ricevuto tre nomination ai premi Oscar: "Miglior Canzone", "Miglior Sonoro" e "Miglior Montaggio Sonoro".

## Trama
Il protagonista del romanzo è un ragazzino di circa dieci anni, il cui nome non viene mai rivelato, che durante la notte della vigilia di Natale sta per addormentarsi nel suo letto con l'orecchio teso in attesa di sentire il suono delle campanelle della slitta di Babbo Natale, suono che è sicuro che non riuscirà mai a sentire in quanto, a differenza dei genitori e della sorella minore Sarah, non crede affatto che Babbo Natale esista. Improvvisamente dalla strada si vedono delle luci e si sente un forte rombo, allora il protagonista guarda fuori e vede che davanti a casa sua si è fermato un misterioso treno a vapore, chiamato The Polar Express, che a quanto pare è apparso dal nulla. Il ragazzo scende in strada e il capotreno del misterioso mezzo gli dice che esso è in viaggio verso la casa di Babbo Natale, al Polo Nord. Dopo un primo momento di indecisione, il ragazzo decide di salire a bordo. Il treno è pieno di bambini, tutti vestiti in pigiama, che cantano canzoni di Natale, mangiano caramelle e bevono cioccolata calda.
Quando il treno raggiunge il Polo Nord, il ragazzo e gli altri bambini vedono migliaia di elfi, riuniti al centro della città in attesa di guidare Babbo Natale per la sua strada. Il ragazzo incontra Babbo Natale in persona, che gli offre la possibilità di scegliere il primo regalo di Natale. Rendendosi conto che ora, credendo a Babbo Natale in quanto lo ha visto fisicamente, può scegliere qualsiasi cosa al mondo, il ragazzo chiede di poter sentire il meraviglioso suono delle campanelle d'argento della slitta di Babbo Natale. Babbo Natale gli dona una campanella e il protagonista la mette nella tasca del suo pigiama, per poi, insieme agli altri bimbi, ammirare Babbo Natale che decolla nella notte per le sue consegne. 
In seguito, mentre è a bordo del Polar Express per tornare a casa, il ragazzo scopre di non avere più con sé la campanella, e realizza tristemente che gli è caduta attraverso un buco della tasca. Arrivato a casa si ritira nella sua stanza, mentre il treno si allontana. La mattina di Natale, Sarah trova un piccolo pacchetto per il fratello sotto l'albero, dietro a tutti gli altri doni. Il ragazzo apre il pacchetto e scopre che contiene proprio la campanella, insieme ad un biglietto in cui Babbo Natale spiega che la ha ritrovata sul sedile della sua slitta. Quando il ragazzo scuote la campanella, sia lui che sua sorella rimangono estasiati dalla bellezza del suono, mentre i loro genitori non riescono a sentire nulla e pensano che la campanella non funzioni. Il libro si conclude con una frase detta dal protagonista, ormai adulto, che spiega quanto appena accaduto e che, con lievi modifiche, è stata usata anche nel finale del film.

## Edizioni
- Chris Van Allsburg, Polar Express, Illustrati, Salani, 2004, ISBN 978-88-8451-480-6.